# ضربه (فیلم ۱۹۸۴)
ضربه (به انگلیسی: The Hit) فیلمی محصول سال ۱۹۸۴ و به کارگردانی استیون فریرز است. در این فیلم بازیگرانی همچون جان هرت، تیم راث، لائورا دل سل، ترنس استامپ، بیل هانتر، فرناندو ری، ویلبی گری و جیم برودبنت ایفای نقش کرده‌اند.